# オク・ジュヒョン
オク・ジュヒョン（韓国語:옥주현〔玉珠鉉〕、1980年3月20日 - ）は、韓国の女性歌手、女優。
女性4人組歌手グループ・Fin.K.L.のメンバーであるが、近年はミュージカルを中心に活動している。
Potluck株式会社所属、オフィシャルファンクラブは「Because of OkJooHyun」。

## 人物・性格
- 173cm。O型。
- 慶煕大学演劇映画学科卒業。
- パク・ヒョンシクは6親等の親戚である[1]。

## 来歴
1998年にピンクルのメンバーとしてデビュー。ピンクルの中で一番の歌唱力の持ち主であり、その実力が認められ、2003年には『Nan（乱）』でソロデビューも果たした。2005年ミュージカルアイーダの韓国初演でアイーダ役でデビューし、今はミュージカル舞台を中心に活躍している。
2022年2月4日、新型コロナウイルスに感染したことを明らかにした。これにより、ミュージカル『レベッカ』の公演も中止となった。

## 作品
※ピンクルとして出した音楽作品については、ピンクルの項目を参照。

### 音楽
- 1集「Nan」（2003年）
- 2集「L' Ordeur Original」（2004年）
- 3集「Remind」（2008年）
- ミュージカルアルバム「GOLD」（2014年）
- コンサートライブアルバム「VOKAL White」 (2016年)
- コンサートライブアルバム「VOKAL Black」 (2016年)

### コンサート
- 「オク・ジュヒョン 1st コンサート」 (2011年)
- 「オク・ジュヒョン ミュージカル デビュー 10周年 記念 コンサート VOKAL」 (2016年)

### ミュージカル
- 「アイーダ」 (アイーダ) (2005年-2006年&2010年-2011年）
- 「シカゴ」 (ロキシー・ハート)  (2007年&2008年&2009年&2010年)
- 「キャッツ」 (グリザベラ) (2008年)
- 「42nd Street」(ペギー) (2009年)
- 「モンテ・クリスト伯」 (メルセデス) (2010年&2011年＆2020年)
- 「ガイズ&ドールズ」(アデレイド) (2011年)
- 「エリザベート」（エリザベート) (2012年＆2013年＆2015年＆2019年＆2022年)
- 「ルドルフ 〜ザ・ラスト・キス〜」 (マリー・ヴェッツェラ) (2012年)
- 「レベッカ」（ダンバース夫人) (2013年＆2014年&2017年＆2022年)
- 「ウィキッド」（エルファバ）(2013年-2014年＆2021年)
- 「マリー・アントワネット」 (マリー・アントワネット)  (2014年-2015年)
- 「マタ・ハリ」（マタ・ハリ）（2016年&2017年＆2022年）
- 「スウィーニー・トッド」 (ラヴェット夫人) (2016年＆2019年)
- 「マディソン郡の橋」(フランチェスカ）(2017年)
- 「アンナ・カレニーナ」(アンナ・カレニーナ) (2018年)
- 「マリ・キュリー」(マリ・キュリー) (2020年)